# Joshimath
Joshimath (ook wel Jyotirmath genoemd) is een stad en gemeente in het district Chamoli van de Indiase staat Uttarakhand. 

## Demografie
Volgens de Indiase volkstelling van 2001 wonen er 13.202 mensen in Joshimath, waarvan 61% mannelijk en 39% vrouwelijk is. De plaats heeft een alfabetiseringsgraad van 77%.